# Heinrich P. Kelz
Heinrich Peter Kelz  (* 7. November 1940 in Beuel; † 2. November 2021) war Professor für Phonetik, ehemaliger Direktor des Sprachlernzentrums der Universität Bonn, Spezialist für Sprachlehrforschung, Angewandte Linguistik und Fremdsprachendidaktik.
Kelz promovierte 1969 mit einer Dissertation zu dem Thema: „Phonologische Analyse des Pennsylvaniadeutschen“, die 1969 und in der zweiten Auflage 1971 erschien. 1973 habilitierte er sich mit der Schrift: „Phonetische Probleme im Fremdsprachenunterricht“ (erschienen 1976). Er war Mitglied des Wissenschaftlichen Beirats des Vereins Deutsche Sprache e. V.

## Lehre
Von 1974 bis 2008 war er Professor an der Universität Bonn. Seine Lehr- und Forschungsschwerpunkte waren Kommunikation, Phonetik und Phonologie des Deutschen, Deutsch als Fremdsprache, Fachsprache, Wirtschaftsdeutsch, Sprachlernforschung, Angewandte Linguistik und Sprachpolitik.

## Gründer des Sprachlernzentrums
1977 gründete Kelz das Sprachlernzentrum der Universität Bonn, dessen Leiter er seitdem war. In der Folgezeit baute er das Zentrum aus und förderte die Gründung weiterer Zentren in Deutschland und im Ausland mit Schwerpunkt Russland und Mittelasien.

## Forschung
Kelz publizierte zahlreiche Arbeiten zur lautsprachlichen Kommunikation, zur Phonologie, zur angewandten Phonetik und zur Ausspracheschulung sowie zum Deutschunterricht insbesondere für Asiaten. Im Rahmen der Sprachenpolitik befasste er sich mit der Bedeutung des Deutschen in Europa, der Bewahrung der europäischen Kleinsprachen sowie mit Sprachplanung. Unter seinen zahlreichen Editionen ist die Buchreihe Sprachen und Sprachenlernen hervorzuheben mit Monographien und Anthologien zur Sprachlernforschung sowie Lexika und Lehrbüchern für Englisch, Französisch, Spanisch, Dänisch, Chinesisch, Thailändisch, Tagalog und Deutsch als Fremdsprache.